# Америчка Самоа на Зимским олимпијским играма 1994.
Америчка Самоа је први пут учествовала на Зимским олимпијским играма у Лилехамеру 1994. године. Самоанску делегацију, представљала су 2 учесника који су се такмичили у мушком бобу двоседу. 
Олимпијска екипа Америчке Самое је била у групи земаља које нису освојиле ниједну медаљу.
Заставу Америчке Самое на свечаном отварању Олимпијских игара 1994. носио возач боба двоседа Фауга Муагутутија.
После ових игара, закључно са Зимским олимпијским играма 2010. у Ванкуверу Самоа није више учествовала на зимскимм играма. 

## Резултати

### Боб
| Такмичари         | Дисциплина | Резултат   | Резултат   | Резултат   | Резултат   | Резултат | Резултат     | Белешка |
| Такмичари         | Дисциплина | 1. вожња   | 2. вожња   | 3. вожња   | 4. вожња   | Укупно   | Пласман      | Белешка |
| ----------------- | ---------- | ---------- | ---------- | ---------- | ---------- | -------- | ------------ | ------- |
| Фауга Муагутутија | Двосед     | 55,57 (42) | 55,25 (41) | 55,06 (36) | 55,16 (38) | 3:41,04  | 39 / 42 (43) |         |